# Ишимбайское благочиние
Ишимбайское благочиние — благочиние Салаватской епархии Башкортостанской митрополии Русской православной церкви. Объединяет храмы, расположенные на территории городов Ишимбая, Салавата, Ишимбайского, Мелеузовского и Стерлибашевского районов Башкирии.
По состоянию на 2013 год включает 10 приходов. Благочинным является митрофорный протоиерей Семёнов Сергий Николаевич, настоятель Свято-Троицкого храма города Ишимбая. 27 декабря 2011 года Ишимбайское благочиние вошло в состав Салаватской епархии под управлением архиерея Никона.

## Храмы благочиния
| Название                                          | Период строительства | Краткое описание | Местонахождение                                               | Изображение |
| ------------------------------------------------- | -------------------- | --- | ------------------------------------------------------------- | ----------- |
| Свято-Троицкий храм                               | 1993—2004            | По ходатайству настоятеля отца Сергия и по благословению епископа Уфимского и Стерлитамакского Никона в мае 1993 года место было освящено. Летом того же года был освящён и заложен протоиереем Сергием камень под основание храма. Проект храма был заказан и сделан в Троице-Сергиевой Лавре. Архитектор — Д. С. Соколов. За основу взят Новгородский стиль XVI—XVII вв. Настоятель — митрофорный протоиерей Семёнов Сергий Николаевич                   | г. Ишимбай, ул. Советская, 68                                 |             |
| Свято-Успенский кафедральный собор                | 1990—2002            | Строительство храма началось в 1990 году. 19 августа 1994 г. епископ Уфимский и Стерлитамакский Никон заложил и освятил первый камень в основание будущего храма. Предприятие «Ишимбайжилстрой» произвело закладку фундамента храма. Генеральным заказчиком строительства стало ОАО «Салаватнефтеоргсинтез». Открытие храма состоялось 29 ноября 2002 г. Настоятель — иерей Морозов Дмитрий Анатольевич                                                    | г. Салават, ул. Уфимская, 35                                  |             |
| Церковь иконы Божией Матери «Неупиваемая чаша»    | 2007—2011            | Православная община как подворье Покровского мужского монастыря в честь иконы Божией Матери «Неупиваемая Чаша» создана в Салавате 5 июня 2007 г. Церковь была построена в 2011 году на одном земельном участке со старой. Нижний (подвальный) храм — каменный, верхний — деревянный. Жилые помещения подворья размещены в надстроенном здании старого мусинского молитвенного дома. Начальник подворья — архимандрит Николай (Чернышов Виталий Николаевич) | г. Салават, ул. Мира, 1                                       |             |
| Часовня в честь Святой мученицы царицы Александры | ?                    | Окормляет: архимандрит Николай (Чернышов Виталий Николаевич) | г. Салават, мкр-н № 116, кладбищенский комплекс               |             |
| Богородице-Казанский храм                         | ?                    | Настоятель: прот. Попов Валентин Васильевич | Ишимбайский район, с. Верхотор, ул. Ленина, 45                |             |
| Космо-Дамианский храм                             | ?                    | Настоятель: иерей Гречушкин Николай Александрович | Ишимбайский район, с. Нордовка, ул. Ашкадарская, 78.          |             |
| Свято-Никольский храм                             | ?                    | Окормляет: протоиерей Иванов Владимир Викторович | Ишимбайский район, с. Новоаптиково, ул. Мира, 2               |             |
| Михаило-Архангельский храм                        | ?                    | Настоятель: протоиерей Уточкин Роман Леонидович | Мелеузовский район, с. Зирган, ул. Советская, 128             |             |
| Покровский храм                                   | ?                    | Настоятель: иерей Гречушкин Николай Александрович | Мелеузовский район, д. Корнеевка, ул. Братьев Лукьянцевых, 42 |             |
| Богородице-Табынский храм                         | ?                    | Настоятель: иеромонах Григорий (Чувилин Сергей Юрьевич) | Стерлибашевский район, с. Стерлибашево, ул. Нагорная, 10      |             |